# Charpyjevo klatno
Charpyjevo klatno je uređaj za ispitivanje udarnog loma materijala, što je mjera za žilavost materijala. To je metoda ispitivanja materijala razaranjem koja se dosta često koristi. Da bi se moglo koristiti Charpyjevo klatno potrebno je napraviti ispitni uzorak, a oblik i dimenzije su propisane standardom HRN EN 10025-1, koji može biti s V ili U zarezom. Kod ispitivanja je važno provjeriti da je ispitni uzorak postavljen točno nasuprot vrhu bata na klatnu. Ovu metodu ispitivanja je razvio francuski znanstvenik Georges Charpy 1905.
Ispitni se uzorak ispituje jednim udarcem brzinom od 5 do 5,5 m/s. Uobičajeno je za metalne materijale da je potencijalna energija Charpyjeva klatna 300 J. Ispitni se uzorci s V zarezom rabe za određivanje udarnog rada loma za opće konstrukcijske čelike, a za čelike za poboljšanje rabe se uzorci s U zarezom. U zarez dubine 3 mm (DMV uzorak) rabi se npr. u Njemačkoj, Austriji i Hrvatskoj, a uzorci s U zarezom dubine 5 mm propisani su EN i ISO standardima. Ispitivanje se izvodi na uzorcima kvadratnog poprečnog presjeka: (h x b x l) = (10 x 10 x 55) mm.

## Način rada
U početnom je položaju potencijalna energija klatna:
Epot = mˑgˑh1 (J)
Nakon što klatno počne padati njegova potencijalna energija se pretvara u kinetičku energiju. Dio kinetičke energije troši se za udarni rad loma ispitnog uzorka, a s preostalom kinetičkom energijom klatno nastavlja otklon do visine h2. Udarni rad loma je:
KU = mˑgˑ(h1 – h2) (J)
gdje je: KU – udarni rad loma ispitnog uzorka s U zarezom (J), m – masa klatna (kg), g – ubrzanje Zemljine sile teže = 9,81 m/s2, h1 – početna visina klatna (m), h2 – visina klatna nakon loma ispitnog uzorka (m), α – kut otklona klatna u početnom položaju, β – kut otklona klatna nakon loma ispitnog uzorka, R – duljina klatna (m). Ako se mjeri kut otklona klatna, onda je udarni rad loma:
KU = mˑgˑRˑ(cos β – cos α) (J)
Nakon ispitivanja može se izračunati žilavost materijala:
KU = KU / S (J/cm2)
gdje je: KU – žilavost (J/cm2), KU – udarni rad loma ispitnog uzorka s U zarezom (J), S – ploština ispitnog uzorka (cm2).

## Ispitivanje udarnog rada loma na sniženim temperaturama
Prema europskoj normi EN 10027-1, udarni rad loma se ispituje na +20 ºC, 0 ºC, -20 ºC, -30 ºC, -40 ºC, -50 ºC i -60 ºC. Tako na primjer opći konstrukcijski čelik S 235 J2G3 N treba biti ispitan na garantirani udarni rad loma od 27 J pri ispitnoj temperaturi -20 ºC (oznaka J2). Za ispitivanja do -70 ºC koristi se tekući ugljikov dioksid s alkoholom (suhi led).
U Europskoj uniji (osim Ujedinjenog Kraljevstva) se koristi ispitivanje s Charpyjevim klatnom, dok se u Ujedinjenom Kraljevstvu i SAD ispituje udarni rad loma po Izodu.